# Valley Hi (Ohio)
Valley Hi è un villaggio degli Stati Uniti d'America, situato nello stato dell'Ohio, nella contea di Logan.